# Blechnum melanocaulon
Blechnum melanocaulon là một loài thực vật có mạch trong họ Blechnaceae. Loài này được (Brack.) T.C. Chambers & P.A. Farrant mô tả khoa học đầu tiên năm 2001.